# Carol Kaye
Carol Kaye (* als Carol Smith; 24. März 1935 in Everett, Washington) ist eine US-amerikanische Bassistin und Gitarristin sowie Lehrerin für diese Instrumente.

## Frühe Jahre
Vater Clyde Smith spielte Posaune in Militärbands, Mutter Dot war eine Ragtime-Pianistin. Carol wuchs mit zwei weiteren Geschwistern auf, und die gesamte Familie zog im Dezember 1941 nach Wilmington (Los Angeles, Kalifornien). Ihre Mutter kaufte der Tochter 1948 eine Gitarre für 10 $, ein Jahr später spielte sie darauf bereits so gut, dass sie als Halbprofi öffentlich auftreten konnte. Von den Einnahmen hieraus kaufte sie sich eine Gibson Super 400. Als professionelle Jazzgitarristin begann sie 1954 im Bebop-Stil, spielte ausschließlich mit dem Plektrum und gehörte zu der Besetzung von Jack Sheldon, Billy Higgins und zuletzt beim Henry Busse Orchestra (bis 1955). Hier spielte auch der Kontrabassist Al Kaye, den sie 1954 heiratete; aus der Ehe resultierten zwei Kinder. Die Ehe hielt nur kurz, so dass die junge Mutter aus Einkommensgründen bei der Teddy Edwards Jazz Group spielte. Während eines Auftritts der Gruppe im „Beverly Caverns Nightclub“ wurde sie vom Musikproduzenten Bumps Blackwell angesprochen.

## Studiomusikerin
Bumps Blackwell war auf der Suche nach Sessionmusikern für Plattenaufnahmen mit dem noch unbekannten Sam Cooke. Im Dezember 1958 spielte sie in der Aufnahmesession für Sam Cooke anstelle von René Hall Rhythmusgitarre mit einer Epiphone Emperor, einer typischen Jazzgitarre. Cooke hatte einen Plattenvertrag bei Keene Records, die Bob Keane gehörten, der wiederum Ritchie Valens entdeckt hatte. Durch diese Beziehungskette ist Kaye auf dem am 23. September 1958 aufgenommenen La Bamba mit akustischer Gitarre zu hören. Der Valens-Hit La Bamba entstand wiederum in den Gold Star Studios. Am 2./3. März 1959 begleitete sie Sam Cooke bei dessen Hit Wonderful World. Ersichtlich das einzige Mal auf Platte erschien ihr Name – falsch geschrieben – bei dem Titel Three Stars mit Tommy Dee & Carol Kay & the Teen-Aires (April 1959). 1961 heiratete sie David Fireman, von dem sie sich jedoch bereits 1964 wieder trennte.
Als Chris Montez für die Tanzplatte Let’s Dance am 5. Mai 1962 die Gold Star-Studios betrat, war er über die weibliche Gitarristin Carol Kaye schockiert. „Ich wollte eigentlich jemand haben, der Richie Valens-Material spielen kann.“ Kaye konterte: „Ich habe auf seiner LP gespielt.“ Das überzeugte ihn, und das Ergebnis war ein Millionenseller. Da die Aufnahme in den Gold Star-Studios entstand, kam Kaye in Kontakt zu Phil Spector, der hier die meisten seiner Musikproduktionen des Wall of Sound verewigte. Die erste Aufnahme von Kaye für den Wall of Sound war Zip-a-Dee-Do-Dah für Bob B. Soxx & the Blue Jeans am 24. August 1962. Hier spielte sie einen Danelectro-Bass neben Jimmy Bond (Kontrabass) und Wallick Dean (Fenderbass). Seitdem nahm sie an zahlreichen Spector-Produktionen teil.

## The Wrecking Crew
Als in den Capitol Studios von Hollywood 1963 ein Bassist fehlte, nahm sich die gelernte Gitarristin Kaye einen Fender Precision Bass und sprang ein; sie benutzte das Plektrum auch bei der Bassgitarre. Bis dahin waren viele Musikproduzenten und Toningenieure der Auffassung, dass man den Bass – wie beim Kontrabass – eher fühlen als hören soll. Der markante Anschlag der Bass-Saiten mit dem Plektrum brachte jedoch Klarheit und Transparenz in die Bassläufe.
Diese Session war der Beginn ihrer Mitgliedschaft in The Wrecking Crew, einer losen Gemeinschaft von Studiomusikern in Los Angeles, die auf Abruf große Hits von Plattenstars begleiteten. Auf diese Weise spielte sie für die Beach Boys erstmals bei Fun, Fun, Fun (aufgenommen am 1. Januar 1964; hier noch Gitarre), dann Bassgitarre bei Help me Rhonda (22. März 1965), Sloop John B (29. Dezember 1965), Wouldn’t it be Nice (11. April 1966) und für das Konzeptalbum Pet Sounds (1. November 1965 bis 13. April 1966). Auch auf einem der aufwändigsten Single-Hits, Good Vibrations von den Beach Boys, ist sie zu hören (Abmischung: 21. September 1966).
Carol Kaye nahm teil an Aufnahmesessions für Millionenseller wie Rhythm of the Rain von den Cascades (November 1962) oder You’ve Lost That Lovin’ Feelin’ der Righteous Brothers (August bis November 1964). Hier spielten neben Kaye (Fender-Bass) als Bassisten auch Barney Kessel (6-saitiger Bass) und Ray Pohlman (Kontrabass). Am 19. November 1965 war sie als Bassistin für die Aufnahmen zu Nancy Sinatras These Boots Are Made for Walkin’ gebucht. Am 7. März 1966 entstand das letzte Produkt des Wall of Sound, nämlich Ike & Tina Turners River Deep – Mountain High mit Kayes durchdringenden Bassläufen. Für Little Willie John spielte sie einige Basspassagen (April 1966), die jedoch erst auf der CD Nineteen Sixty Six (November 2008) erschienen. Der Monkees-Hit I’m a Believer (15. und 23. Oktober 1966) entstand mit ihrer Beteiligung, ihre markanten Basslinien im Intro des am 13. Dezember 1966 aufgenommenen The Beat Goes on von Sonny & Cher vitalisieren und charakterisieren den gesamten Song. Frank & Nancy Sinatras Duett Somethin’ Stupid fand ebenso mit ihrer Beteiligung statt (1. Februar 1967). Sie wurde gebucht für die Electric-Prunes-LPs Mass in F Minor (Dezember 1967) und Release of Oath (November 1968), Jimmy-Smith-LP Livin’ it up! (13.–14. Mai 1968) oder Cannonball Adderley Quintet-LP Accent on Africa (13.–14. Juni 1968). Für Ray Charles war sie mehrfach tätig, etwa bei Eleanor Rigby (Juli 1968), Understanding (August 1968) oder Don’t Change on Me (April 1971). Zu hören ist Kaye auch auf Glen Campbells Wichita Lineman (Mai 1968) und Galveston (27. November 1968), Paul Revere & the Raiders Indian Reservation (3. Dezember 1970) oder Barbra Streisands erstem Nummer-eins-Hit The Way We Were (in 33 Takes; 12. September 1973; 2 Millionen verkauft).

## Tamla Motown
Umstritten ist ihre Beteiligung bei Motown-Produktionen, denn unverzichtbarer und regulärer Bassist war hier James Jamerson von den Funk Brothers. Kaye behauptete, auf großen Motown-Hits gespielt zu haben, doch war dies tatsächlich nur der Fall bei Remakes dieser Hits auf der Soundtrack-LP TCB Taking Care of Business für eine Fernsehsendung von den Supremes/Temptations (Dezember 1968). Kaye spielte einige Male auch bei Motown-Aufnahmen, wenn sie in Hollywood stattfanden, so etwa bei Brenda-Holloway-Hits, der Temptations-LP In a Mellow Mood (April 1967) oder der Four-Tops-LP On Broadway (April 1967).

## Leistung
Carol Kaye gelangte als Jazzgitarristin in die kalifornische Popmusik und stellte sich auf die Bassgitarre um. Mit diesem Instrument spielte sie in mehr als 10.000 Aufnahmesessions und machte das Plektrum auch für Bassgitarren hoffähig. Sie war auf einer Vielzahl von Nummer-eins-Hits zu hören, ohne dass ihr Name als Sessionmusikerin einem breiteren Publikum bekannt wurde. Sie galt als ein Pfeiler der Studiomusikergemeinschaft in Los Angeles.
Im Jahr 1969 erschien ihr Buch „How to play the Electric Bass“, das erste von vielen Lehrbüchern, die sie seitdem verfasst hat; der Einfluss des Buches war wesentlich dafür verantwortlich, dass der Begriff „Fender-Bass“ im allgemeinen Sprachgebrauch durch „E-Bass“ ersetzt wurde. Ab 1969 begann sie auch ihre Tätigkeit als Musikerin für Film- und Fernsehmusik wie etwa bei Zwei Banditen und Steven Spielbergs Spielfilmdebüt Duell.